# Прорыв 20-й армии на Ламе
Прорыв 20-й армии на Ламе — наступательная операция 20-й армии, проведённая в январе 1942 года во время Великой Отечественной войны в начале Ржевско-Вяземской стратегической операции.

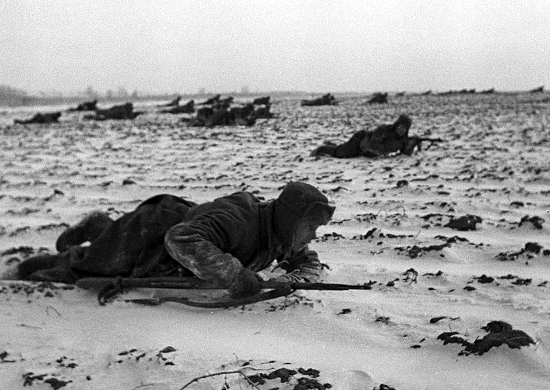
Атака советской пехоты

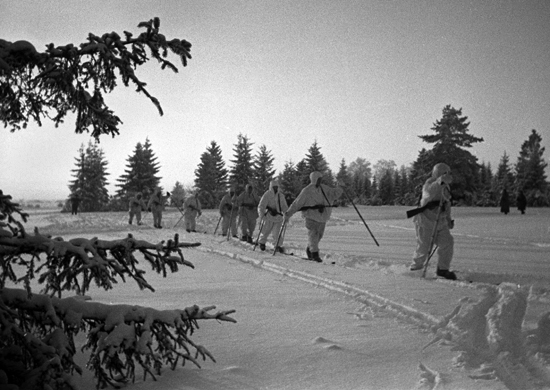
Бойцы лыжного батальона

## План операции
В связи с неуспехом предшествовавших действий в полосе 1-й, 20-й и 16-й армий по прорыву обороны вермахта командующий войсками Западного фронта Г. К. Жуков, осуществляя указания Ставки о дальнейшем разгроме немцев, в своей директиве № 0141/оп возложил задачу прорыва на участке правого крыла фронта на 20-ю армию. 20-я армия должна была занять в предстоящей операции ведущую роль как ударная группировка всего правого крыла; соседние 1-я и 16-я армии должны были в дальнейшем содействовать развитию успеха ударной группы крыла.
К 7 января перед фронтом 20-й армии оборонялись немецкие части 6 тд (без материальной части), остатки 106 пд, части 35 пд, части 5 тд (без материальной части). Приказом от 7 января командующий 20-й армией А. А. Власов ставил задачи соединениям на прорыв оборонительной полосы противника на рубеже реки Ламы. По его расчетам, в ближайшие два-три дня должно было закончиться сосредоточение всех вновь прибывающих частей, после чего армия могла начать наступление.

## Ход операции
9 января войска армии заняли исходное положение для наступления. Однако в этот день оно не состоялось, так как подготовительные работы еще не были закончены. В соответствии с этим срок наступления был перенесен командованием фронта на 10 января. Начало атаки командующим армией было установлено на 10:30, с полуторачасовой артподготовкой.
Общее наступление советских войск началось 10 января. В 8 часов артиллерия 20-й армии открыла огонь на участке 35-й и 28-й стрелковых бригад, а с 9 часов артиллерийская подготовка началась на фронте прорыва.
В 10:30 после артиллерийской подготовки войска 20-й и 1-й армий перешли в наступление на всем фронте, сопровождаемые огнем артиллерии. На главном направлении наступала 352-я стрелковая дивизия. Так как в артиллерийских группах было мало тяжёлых орудий, разрушить и подавить дзоты, огневые точки в строениях не удалось. Первая атака не увенчалась успехом. Только в 11:30 полки ворвались в Тимонино и к 13:30, после упорного боя, захватили деревню, превращённую в противником в мощный узел обороны.
Группа Ремизова после троекратной атаки при поддержке танков 145-й танковой бригады к 16 часам совместно с 1-й гвардейской стрелковой бригадой заняла Захарино. Группа Катукова к 12 часам, обходя Бол. Голоперово с севера, подходила к лесу у отметки 186,5, наступая во взаимодействии с 1-й гвардейской стрелковой бригадой. Последняя совместно с группой Ремизова также участвовала в бою за Захарино.
Немцы, не выдержав одновременного удара, в первые же часы боя отдельными группами стали отходить в западном направлении. Передний край вражеской обороны был взломан сравнительно быстро. Однако это стоило значительных усилий, так как противник все занятые им населенные пункты сдавал только после неоднократных упорных атак наступающих частей.
49-я стрелковая бригада совместно с 352-й стрелковой дивизией после овладения Тимонино продолжала наступление на Калеево, Бол. Голоперово.
352-я стрелковая дивизия по овладении Тимониным продолжала наступление на Афанасово.
В последующие два дня полки дивизии продвинулись еще на 6-7 км. Этим были созданы для ввода сражение подвижной группы армии - 2-го гвардейского кавалерийского корпуса, усиленного 20-й кавалерийской дивизией, 22-й танковой бригадой и пятью лыжными батальонами. 13 января подвижная группа вошла в прорыв.
Достигнутый успех позволил включиться в наступление 1-й ударной, 16-й и 5-й армиями. Однако темпы наступления не превышали темпов отхода вермахта. 
К 25 января армии правого крыла Западного фронта с боями продвинулись на 50-70 км и вынуждены были надолго остановиться перед гжатским оборонительным рубежом.
Наступление 20-й армии обогатило советское оперативное искусство опытом массирования сил и средств на главном направлении и умелого их применения в зимних условиях.